# 부가티 리막
부가티 리막(영어: Bugatti Rimac)은 크로아티아 스베타 네델랴에 본사를 둔 합작 투자 회사로, 부가티와 리막이라는 자동차 브랜드로 유명하다.두 브랜드는 포르쉐의 경영 결정에 따라 통합되었으며, 부가티의 경영권은 마테 리마츠에게 넘어갔고, 그 대가로 배터리와 파워트레인을 개발하는 리막 테크놀로지를 포함한 리막 그룹의 지분을 더 많이 확보하게 되었다. 이를 통해 리막 그룹은 부가티 리막의 지분 55%를, 포르쉐는 45%를 소유하게 되었다.